# Saint-Michel (stacja metra w Paryżu)
Saint-Michel – stacja linii nr 4 metra  w Paryżu. Stacja znajduje się na pograniczu 5. i 6. dzielnicy Paryża.  Została otwarta 9 lipca 1910.